# Club Atlético Sansinena Social y Deportivo
El Club Atlético Sansinena Social y Deportivo es un club deportivo de General Daniel Cerri, partido de Bahía Blanca en la Provincia de Buenos Aires, Argentina, cuya principal actividad es el fútbol. Tras su deserción del Torneo Federal A, participa exclusivamente en los torneos organizados por la Liga del Sur.
Posee su estadio y sede social en la ciudad de General Daniel Cerri, provincia de Buenos Aires.
Hacia junio de 2024 tuvo un colapso económico y renunció a competir en el Torneo Federal A, por haberse quedado con sólo 5 jugadores, sufriendo decomisos por parte de la Justicia y el descenso a su liga de origen para 2025.

## Historia
En 1914 la población de Cuatreros necesitaba un club o institución para recrearse y practicar fútbol: fue así que el 12  de junio de 1914 (111 años) en cercanías de la estación Aguará un grupo de amigos que practicaban dicho deporte entre empleados del lavadero Soulas y de la compañía frigorífica Sansinena comenzó la construcción del campo de deportes y una sencilla edificación compuesta por una sala de reunión y los vestuarios, dando de esta manera vida a la primera institución del pueblo.
A poco de iniciadas las actividades, se midieron jugadores del Lavadero Soulas y de la Compañía Sansinena (pese a la prohibición del entonces gerente de la empresa frigorífica).
El Sr. Juan Hours prohibió también que se usara el nombre de la compañía para la nueva institución. Y al ser el vencedor los representantes de la industria lanera, la nueva entidad deportiva recibió el nombre de Club Atlético Soulas.

### Primera comisión directiva
Presidente:     Ignacio Kerneñy
Vicepresidente: Marcelo Sosa
Secretario:     Evaristo Plano
Prosecretario:  Alfonso Justiniano
Tesorero:       Hércules Gherri
Protesorero:    Gachi Gualdieri
Vocales:        Cayetano Bruno, Eugenio Grosso, Mariano Tascur, Eduardo Murphy, Augusto Barros y Francisco Aguzzi.

### De Soulas a Sansinena
A comienzo de 1933, otra empresa como lo fue el frigorífico Sansinena, influyó para el cambio del nombre y en una reunión desarrollada en el “Centro Recreativo Juventud Unida”, se dispuso cambiar el nombre de Club Atlético Soulas por el de Club Atlético Sansinena Social y Deportivo, y en la reunión de la Liga del sur desarrollada el lunes 13 de marzo de 1933, el punto cuatro, que se refería al cambio de nombre formulado por el Club Soulas de Cuatreros, dio lugar a una interesante discusión, resolviéndose favorablemente a lo solicitado, por 16 votos a favor, 10 en contra y 2 abstenciones. 
En consecuencia, en lo sucesivo el Club Atlético Soulas tomó el nombre de Club Atlético Sansinena Social y Deportivo.
La Compañía Sansinena otorgó parte de su terreno para construir el nuevo campo de deportes. La primera sede social se ubicaba en la calle Juan José Paso 770, luego en Deán Funes 218 y el 12 de junio de 1964 al cumplirse el cincuentenario de la fundación del club, se inaugura la sede social propia de la calle Juan José Paso 562.

### Primer Campeonato en Primera (1923)
En 1923 el Club Atlético Soulas fue campeón de la Liga del Sur y los integrantes de aquel equipo fueron: Mateo Ticozzi, Juan Bigliardi, Santiago Grosso, Antonelli, José Ibarrolaza, Cristóbal Sánchez, Avelino Ganda, Eduardo Lalaurette, Agustín Lalaurette, Juan Darda, Gabino Ovejero, Rodríguez y José Solé.

### Sansinena Tricampeón
A fines del año 1933 Sansinena se consagra tricampeón, primero al adjudicarse invicto el torneo de primera “B”, segundo al vencer en la final al club Bella Vista y logra la “Copa Competencia” y por último la “Copa Caridad” al no presentarse a disputar el partido final el Club Atlético Liniers, el campeón de la primera “A”
El plantel del equipo campeón estaba integrado por los siguientes jugadores: Cavarra, Juan Larraburu, Gamero, Cerquetella, Gómez, Videla, Citate, Gobbi, M. Larraburu, Huerta, Zelaya, Camiloni, Espinoza y Martín.
En 1935, la división de la liga en dos (Asociación Bahiense de Fútbol y Liga del Sur) hizo que el club Sansinena, al afiliarse a la Asociación Bahiense de Fútbol, tenga que disputar todos los encuentros en Bahía Blanca que, al no poder solventar gastos, dejara de practicar el deporte más popular y por diez años no dispute ningún campeonato, regresando a la actividad en 1946 en que volvió a afiliarse a la Liga del Sur, justamente cuando otra vez en el que el fútbol estaba dividido.

### Segundo campeonato en Primera (1946)
El 8 de diciembre de 1946, Sansinena, se coronó campeón otra vez en la Liga del Sur (el año anterior se llamó Liga Sureña), en ese encuentro venció al Club Atlético Independiente (Coronel Dorrego) por 3 a 1 (los tres goles de Sansinena los convirtió Nardo López) y el plantel de aquel equipo lo integraron:
Goveo, Costas, Roldán, Buscaldi, Flores, Cavallaro, Cañón, Malmoria, Chávez, Rizzo, Busacca, Cabarrus, Sayago, Víttori, Ordorica, Martínez, Zurlo, Amable López, Cigala, Gamarro, Nardo López y García.
En la última fecha de este campeonato Sansinena recibió al puntero del torneo Independiente de Dorrego que con el empate era campeón de la liga del Sur. Faltando 15 minutos la visita ganaba 1 a 0 y fue cuando apareció Nardo López y en 10 minutos convirtió los tres goles que le dio el campeonato a los Cerrences, desatando el gran festejo que se prolongó con un baile hasta las primeras horas del lunes.
El domingo 24 de agosto de 1947, Sansinena le ganó 5 a 1 al Club Sixto Laspiur, asegurándose el primer puesto. Sin embargo el campeonato se logró definitivamente en los escritorios de la Liga del Sur, a mediados de octubre, cuando se desestimó una protesta de Libertad que si hubiera prosperado le daba el derecho de jugar un desempate.
Estadio: Club Olimpo
Sansinena: Geronimo Goveo, Manuel Costa y Rodolfo Larraburu; Osvaldo Maltha, Antonino Cabalaro y Raúl Almada; Pedro Chávez, Ambleto Busacca, Americo Rizzo, Luis Molina y José Cabarruz. También integraron aquel plantel, Vittori, Perata, y Acosta. D. T. Adolfo Sabbadin.
Sixto Laspiur: Leos; G. Malaspina e I. Malaspina; Vicchi, Echeverría y Villa; Zanconi, Ziccola, F. Malaspina, Álvarez y Larrasolo.
Goles: 2 de Américo Rizzo ( 1 y 55 m); José Cabarrús (57m); Vicchi (SL- 80m); Héctor Maltha (85m) y Ambleto Bussaca (89m).

### Ascenso 1947

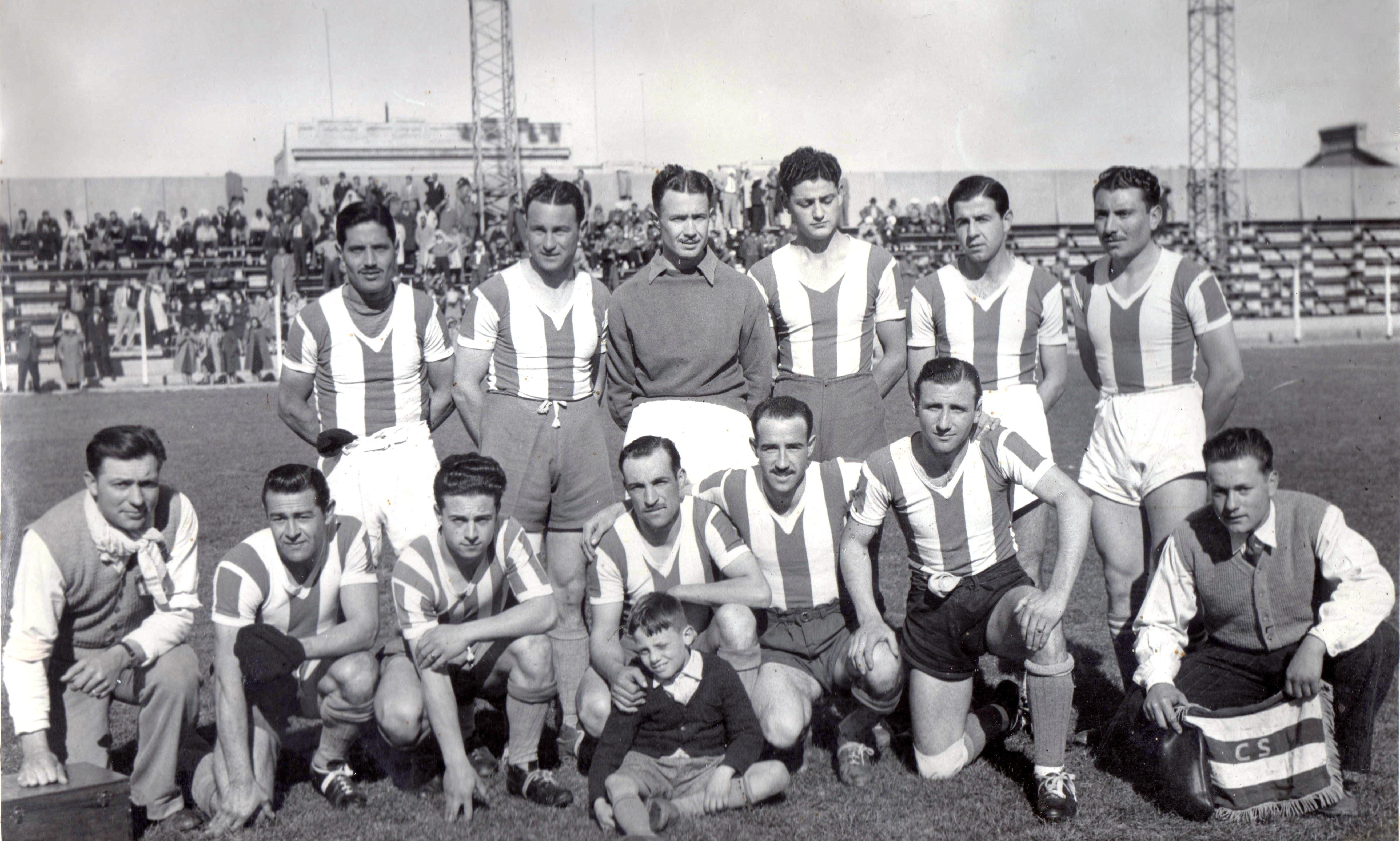
Sansinena Campeón de Primera "B" 1947

El club jugó el ascenso de 1947 siendo campeón de 1946 debido a que una vez finalizados los campeonatos de primera de la Liga Sureña (que ganó Villa Mitre) y de la Liga del Sur (campeón Sansinena), las autoridades que en ese momento estaban a cargo de ambas ligas efectuaban reuniones para determinar la unificación de éstos entes e impulsaron el proyecto que contemplaba que el oficial de 1947 sea disputado por los elencos de la Liga Sureña más Bella Vista y Huracán; luego también se sumó Estudiantes.
Por tal razón Sansinena, Libertad, Pacífico de Cabildo, Sixto Laspiur disputaron el ascenso. En tanto se desafiliaron (o fueron desafiliados) Parque de Mayo, Independiente de Dorrego y Huracán de Médanos.

### Campeón invicto y ascenso 1953

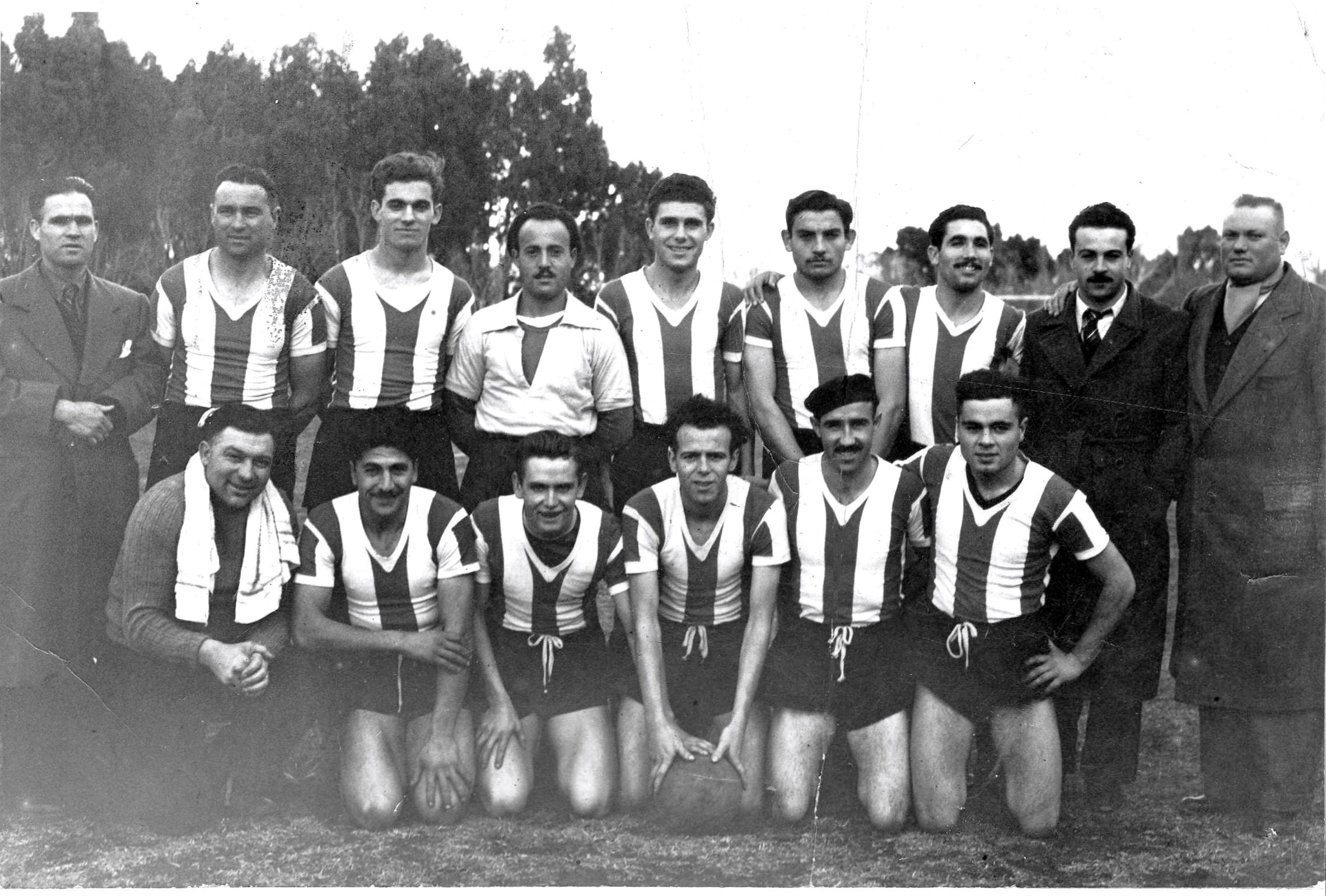
Sansinena Campeón de segunda división de la Liga del Sur en 1953.

El 4 de julio de 1953, luego de empatar en uno con Estudiantes de Bahía Blanca en el Parque de Mayo, Sansinena logró el objetivo de retornar al torneo superior de la Liga del Sur.
El equipo formó con: Sánchez, González y Loemil, Orieta, Cavallaro y García, Mauggeri, Filippi, San José, Luis Molina y Martini. También integraron el plantel, Sorbello, Román, Busacca Kletzel y Brooke.
La campaña realizada donde resultó campeón invicto fue de cuatro triunfos (Huracán3-2, Barrio Hospital 1-0 y 6-2,y Estudiantes 5-0 y dos empates (Huracán 2-2 y Estudiantes 1-1).

### Ascenso invicto 1957

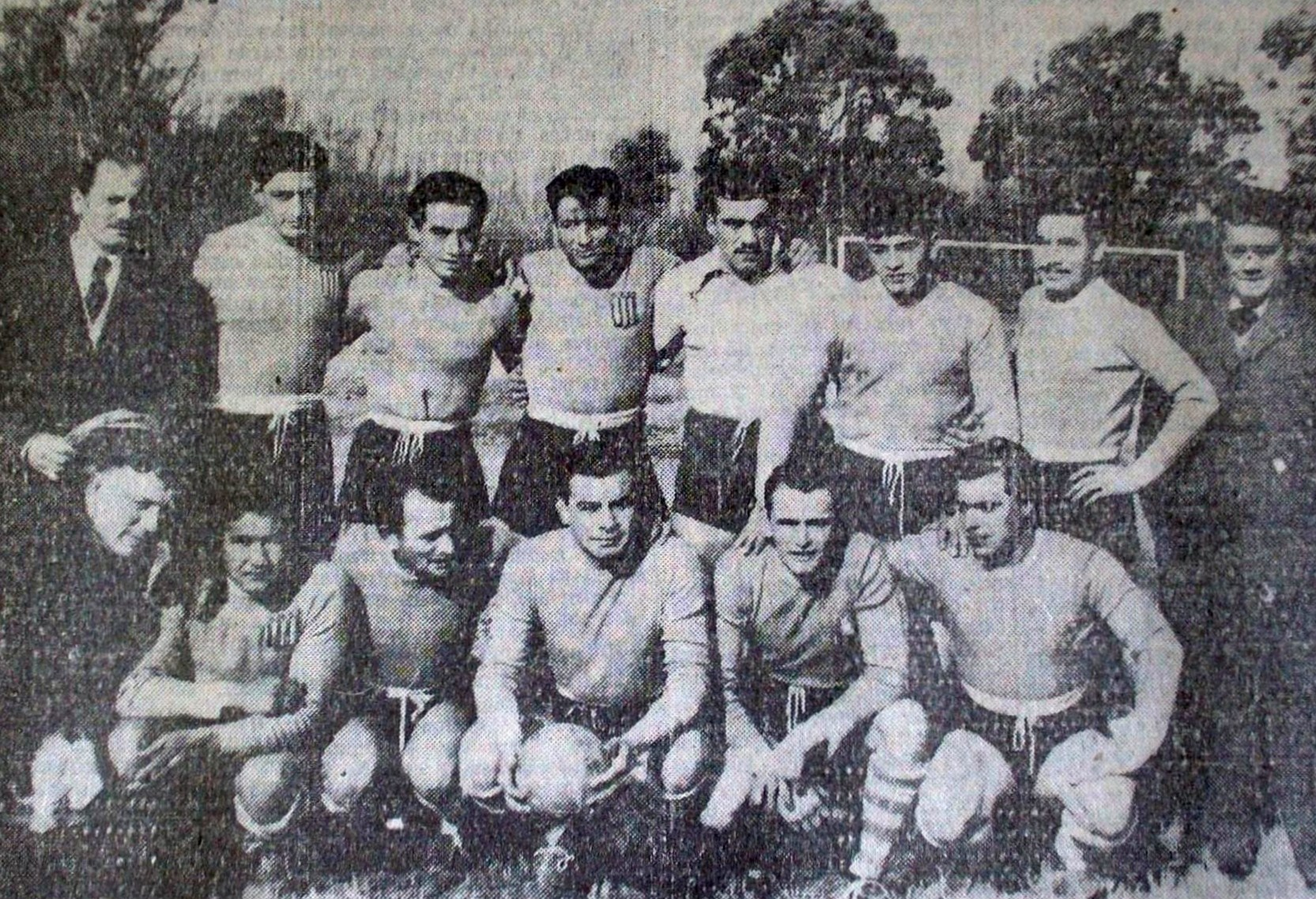
Sansinena Campeón 1957.

El 31 de agosto de 1957 Sansinena se consagró campeón invicto del torneo de fútbol de segunda división, venciendo en las finales al club Huracán por 2 a 0 en el primer encuentro (goles de Arcidiácono y Obermeyer) y 5 a 1. (Rodolfo Russo (3), Filippi y Cano)
El plantel estaba integrado por: Verdinelli (DT) y los jugadores Rodolfo y Ricardo Russo, H. Larraburu, V. Perfetti, O. Naretto, J. Cano, R. Cigala, H. Amarilla, O. Filippi, J. Obermeyer, C. Brokes y J. Arcidiácono.

### Ascenso 1962

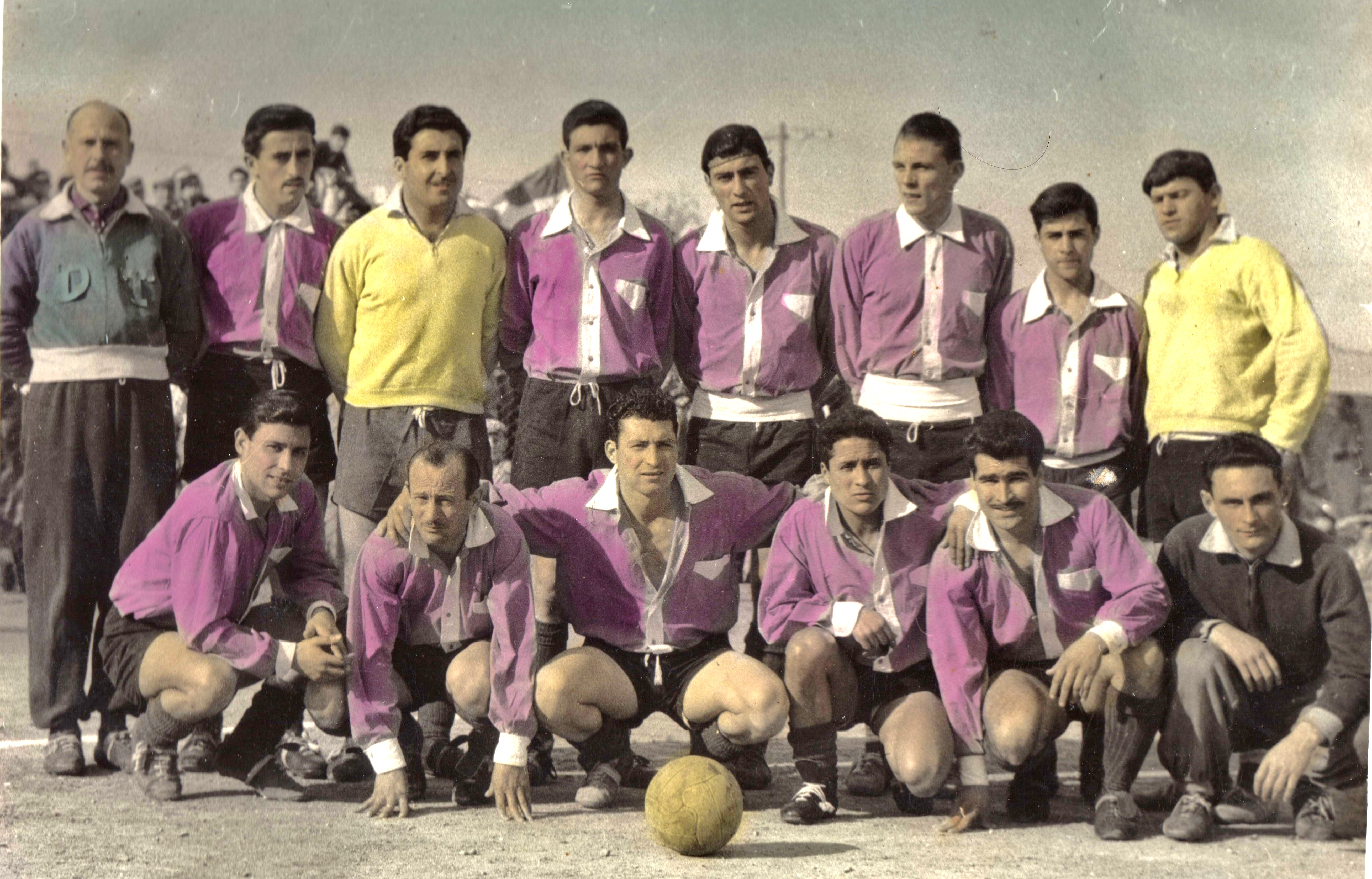
Sansinena Campeón de Primera "B" 1962.

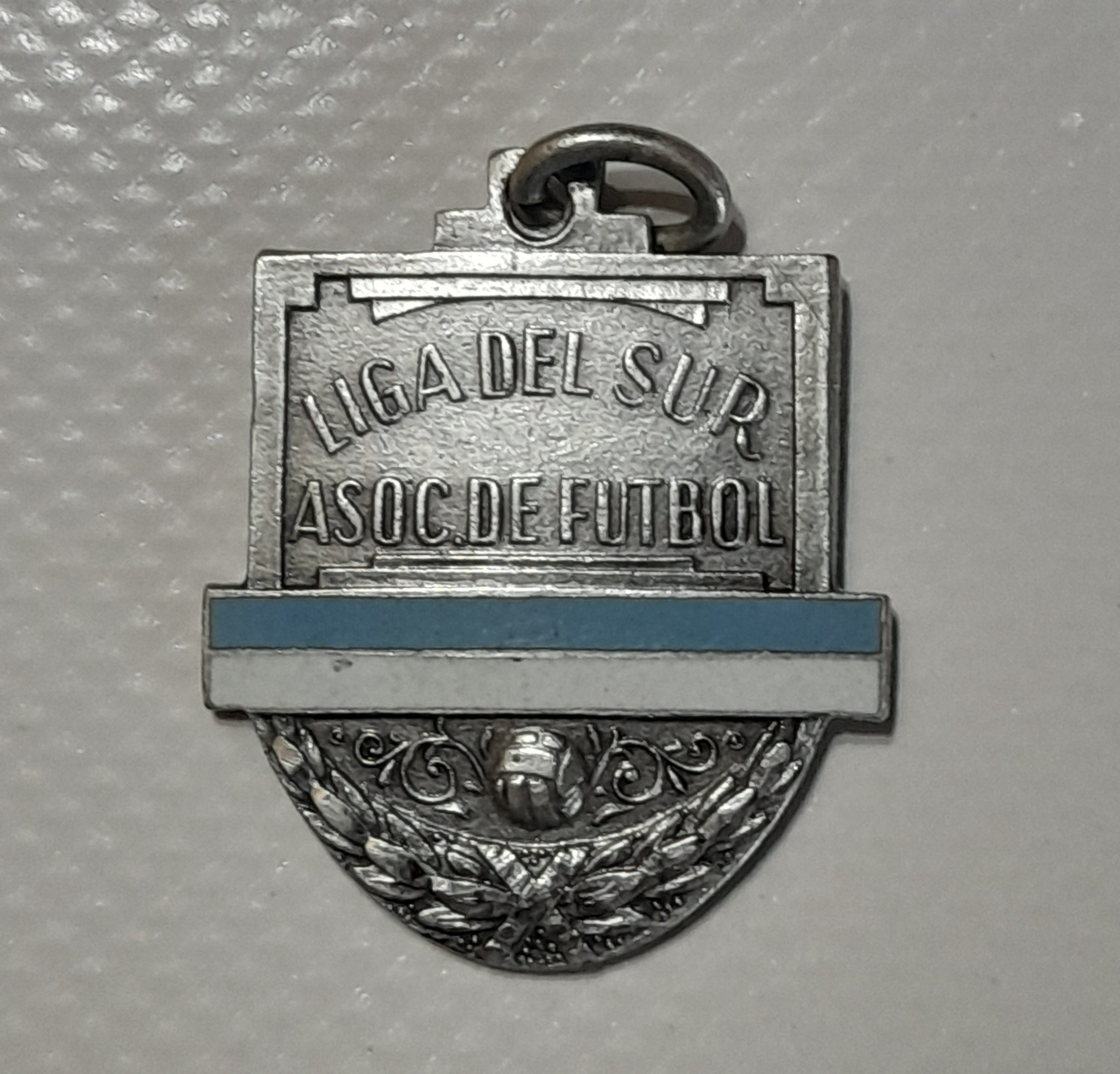
Medalla entregada por la Liga del Sur al Club Sansinena Campeón en 2da Categoría 1962

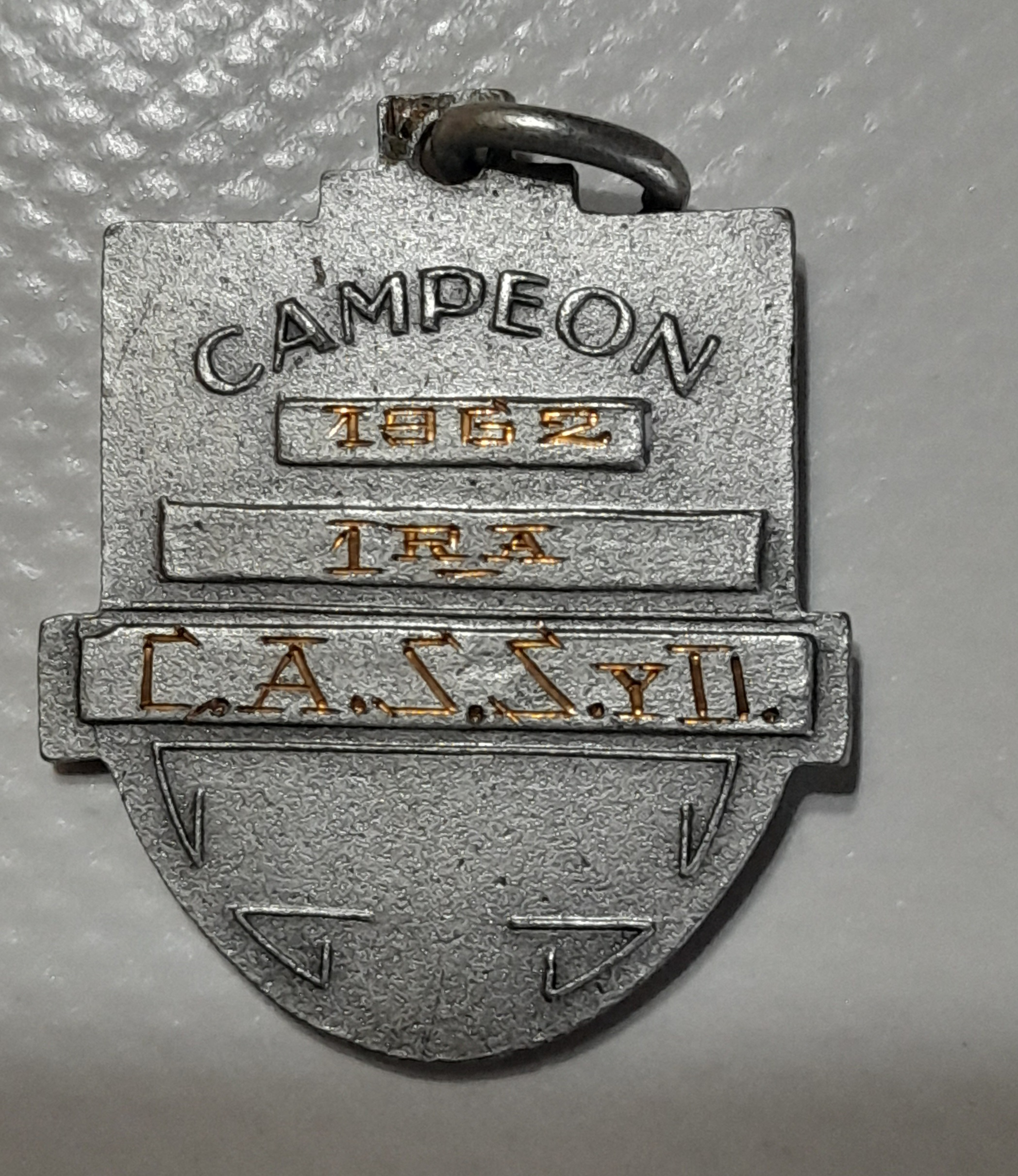
Medalla entregada por la Liga del Sur al Club Sansinena Campeón en 2da Categoría 1962

El 4 de agosto de 1962 y luego de vencer 2 a 1 en el último encuentro al Club Atlético El Nacional, el equipo de Sansinena se coronó campeón del torneo de Segunda División de la Liga del Sur de Bahía Blanca. Los dos goles del equipo cerrence los marcó Audilio Calvo, máximo goleador “Tripero” con 6 tantos. Tras perder en la primera fecha con Tiro Federal, cosechó seis triunfos y un empate, para totalizar 13 puntos, uno más que Huracán
El plantel estaba compuesto por: Uranga – Cruz – Contreras – Muñoz – Batista – Fontanella – Rodríguez – Gaggino – Russo – Mansilla – Calvo – Ciapponi – Peralta – Giraud – Espinazo – Villalón – Cigala – Sewald.
Formación inicial que logró el título:
Uranga, Cruz y Contreras, Espinazo, Ciaponi y Fontanella, Rodríguez, Cigala, Giraud, Mansilla y Calvo. D. T. Severo Gabiola, ayudante Carazo.

### Ascenso 1977 y campeón 1978
El domingo 5 de junio de 1977 luego de vencer a Bella Vista como visitante 5 a 2 Sansinena se coronó campeón en primera "B" y logró el ascenso a primera "A" del fútbol de la Liga del Sur. Las remozadas instalaciones del club Bella Vista, fueron testigo del festejo de la parcialidad cerrense, que ataviados con banderas, gorros y carteles rojo y blanco dieron un marco muy colorido a la tradicional vuelta olímpica.
El plantel “albirrojo” estuvo integrado por los siguientes jugadores:
L. Basualdo; J. C. Pellejero; G. Orpianessi; M. Gorosito; J. Malmoria; J. Espinoza; J. Molina; J. C. Schaab; C. Lucero; G. Cardinali; O. Trejo; R. Vega; M. Hitz; R Navarro; H. Trujillo;A. Gabiola; O. Malmoria; E. Ramos; J. Martini y H. Goñi.
Los equipos integraron de la siguiente manera.
Bella Vista: Vallejos; Ruiz; Machain; Dervis; Ancan; Castro (55’ Texido); Berozzi (capitán); Sosa (45’ González); Irribarra; García y Novoa. D. T. Di Noto.
Sansinena: Navarro; Basualdo; Pellejero; Malmoria (capitán); Espinoza; Lucero (64’Trejo); Orpianessi; Gorosito (64’ Gabiola) Molina; Schaab y Vega. D. T. Lliteras
Los tantos fueron marcados por: Novoa (B. V.), Texido (B. V.), Schaab (S) en 3 ocasiones, Orpianessi (S) y Basualdo(S).
En el mes de julio de 1978 y después de 32 años el equipo de Sansinena volvió a tener el halago de salir campeón en un torneo de primera división. Sin sufrir derrotas se adjudicó el torneo “Preparación” organizado por la Liga del Sur. Sobre un total de 6 partidos disputados, ganó 4 y empató 2. En el último encuentro igualó 3 a 3 con el Club Pacífico de Bahía Blanca.
Síntesis:
Jugado en Gral. Daniel Cerri
Sansinena: Ramírez (Cuevas); Rígano (Maidana); Miguel Ángel Curetti; Malmoria y Espinoza; Basualdo; Gavio; Trejo (capitán); Cardinale; Schaab (Barón); y Vega (Seijas). D. T. Lliteras
Pacífico: Valentín, Lucero; R. Pérez; Pons;  Schenk; Vidili; Fleitas; J. J. García (Uribe); Goncebat (Farias); A. González   (capitán) y Pekel. D. T. Kadur.

### Torneo Promocional 1982
El 6 de junio de 1982 Sansinena definió a su favor el torneo promocional de la Liga del Sur, logrando el derecho a jugar el próximo torneo en primera “A”. El equipo de Gral. Cerri epilogó su gestión concretando una muy justa victoria por 2 a 0 ante Libertad. El título, quedó en poder de quien exhibió méritos superiores a lo largo de la competencia, la preocupación por integrar un buen equipo y el trabajo iniciado con tiempo suficiente dieron su fruto. El festejo de los simpatizantes, se juntó con la alegría de los jugadores y la satisfacción de los dirigentes, otorgando un colorido muy particular al atardecer en General Daniel Cerri. Sansinena, ganó 6 partidos y empató 4, concluyendo invicto su gestión, con 20 goles a favor y 2 en contra.
Síntesis del partido jugado en Sansinena:
Sansinena: Schafino; Molina; Gabiola; Malmoria; Scheffer; Panelli M. Suares; Pesse; Pekel; Schaab y S. Suares. D. T. Mazzucheli.
Libertad: Vallejos; Acosta; Guzmán; Ribes; Arévalo; Duran; Ferlich; Zambrano; Arias; Vals y L. Daney. D. T. R. Gallichio.
Los goles fueron anotados por Panelli(S) y S. Suares(S).

### Nuevo ascenso 1989
El 12 de noviembre de 1989, Sansinena salió campeón y se adueñó del ascenso a primera “A” al empatar 1 a 1 el primer partido y luego vencer 1 a 0 en el otro encuentro de la final al Club Bella Vista. Desde antes del comienzo del juego, los de Cerri aparecían a no malgastar la posibilidad de dar la vuelta olímpica en su propio escenario; El Aliento y los papelitos fueron el preámbulo de lo que allí ocurriría. 18 fueron los partidos jugados en su campaña para ascender a primera “A”. Obtuvo, 8 triunfos, 8 empates y 2 derrotas, con 24 goles a favor y 16 en contra.
Síntesis del partido jugado en Sansinena:
Sansinena
Lucanera; Medrano; Scheffer (capitán); Jofré y Montesinos; Lamas; Ortiz y Espino; Molina(55’Klein); Taratisky y Vega(71’Arcidiacono). D. T. José Luis Rigano
Bella Vista
Papasidero; Bresesti; Rupel; Vázquez y Camilleri; Gianotto; Díaz y Yánez(79´López); Chertrudi(capitán); Barra(82´Fauquen) y Negrín. D. T. Horacio Kadur
El gol del triunfo lo marcó Scheffer a los 29’ del segundo tiempo.

### Regreso a Primera 2004
El 27 de noviembre de 2004 y después de 15 años, Sansinena salió campeón en primera “B” y logró el tan anhelado ascenso a primera “A” del fútbol de la Liga del Sur. La vuelta olímpica la dio en el campo de juego del Club Bella Vista, luego de golear 4 a 1 al Club Atlético Pacífico de Bahía Blanca.
Los equipos integraron de la siguiente manera.
Sansinena: Cano; Lucanera, Moggia, E. Ortiz; Fierro Molina, Medrano, A. Espinosa, J. P. Scheffer, J. Molina; Jofré y Paolella. DT: J. Espinosa.
Pacífico: Fibiger; A. Ocampo, Plaide, Sicarelle, G. Cela; N. Prat, Batalla, Luna, Mosconi; Gorocito y Juanes. DT: D. Prat.
Los goles fueron marcados por Gorosito (P); Medrano(S); Paolella(S); Molina(S) y Jofre(S).

### Tercer Campeonato en Primera 2014
En la reunión del 12 de febrero de 2014 el Consejo Directivo de la Liga del Sur, estableció una nueva forma de disputa del torneo de primera división, del que tomaron parte las quince instituciones afiliadas. Se disputó un torneo clasificatorio y del mismo clasificaron los 12 mejores a la etapa eliminatoria.
El ganador del clasificatorio tendrá ventaja deportiva en el play off y de ser ganador en el mismo se coronará campeón del Torneo Apertura. El Clausura se disputará de la misma manera invirtiendo la localía de los equipos del apertura, cada torneo tendrá su campeón.
Después de 68 años de espera, el 24 de julio de 2014, Sansinena se consagró campeón luego de llegar 1.º en el clasificatorio y de ganar el encuentro final de la eliminatoria. Después de tantos años de pelearla en el viejo promocional, de sufrir un par de descensos y de pasar por todos los estados de ánimo propios del mundo del fútbol, Sansinena se regaló una alegría y lo hizo en el año del centenario. Y a pocos días de haberlo festejado, el albirrojo volvió a mirar a todos desde arriba.
El plantel estaba integrado por:
Arqueros: Juan Stefanof; Nicolás Álvarez; Pablo Jara Beramendi (suplente).
Defensores: Emmanuel Garribia, Fabio Lucanera, Nicolás Díaz Bender, Martín Poncetta, Pablo Moggia, Emiliano Semper, Maximiliano Martínez, Nahuel Iribarren, Diego Sebastián Romero; Luciano Ceravolo y Horacio Moggia (suplente).
Volantes: Gonzalo Medrano, Patricio Mángano, Lucas Martín, Lucas Machaín, Ezequiel Rossi, Víctor Tabacco, Pablo Arriagada, Agustín Arango, Emiliano López, Nelson Ibarlucea, Fernando Cecchini, Nahuel Alonso y Braian Gauna (suplente).
Delanteros: Maximiliano Bowen, (Roberto) Maximiliano Vallejos, Manuel Stortini, Gastón Valentini, Walter Linares. Además fueron suplentes Emiliano Martín y Emanuel Rochón.
Cuerpo Técnico: DT- Marco González; AC- Leandro Donayevich; PF- René Montes de Oca; Mas- Raúl Montero y Uti- Edgardo Bracamonte.
Ese día venció a Liniers por 2 a 0.
Reseña del Encuentro
Estadio: Sansinena (Luis Molina)
Sansinena: Stefanof; Semper; Poncetta, Díaz Bender y Lucanera; Machaín; Mángano; Medrano e Ibarlucea; Bowen y Linares ; D. T. M González.
Liniers: Partal; Lagrimal; Pacho; Iubatti y Franco; Rotondo; Barez, Rosell y Ramírez, López y Mc Coubrey; D. T. C. Quinteros.
Goles: P. T: Gol de Ibarlucea(S) 25m. ST. Gol de Machaín (S) de penal 17m
Cambios en Sansinena: Vallejos por Linares; Cecchini por Bowen y Tabacco por Machaín y en Liniers: Dindart por Rotondo; Acosta por Ramírez y Herrero por Rosell.

### Cuarto campeonato en Primera 2014
El domingo 14 de diciembre, el Club Atlético Sansinena disputó la final, y al empatar en un tanto con el Club Olimpo de la ciudad de Bahía Blanca se coronó nuevamente campeón. En la etapa clasificatoria logró el primer puesto, obteniendo de esta manera la ventaja deportiva para consagrar al ganador del Torneo Clausura 2014 En el partido de cuartos de final venció 3 a 1 Villa Mitre y en la semifinal venció 2 a 1 al Club Atlético Sporting de la ciudad de Punta Alta.
El partido final se jugó en el estadio Luis Molina del Club Sansinena y los equipos se integraron de la siguiente manera:
Sansinena
Stefanof; Medrano; Poncetta; Díaz Bender y Lucanera ©; Machain; Mángano; J. P. Schefer e Ibarlucea; Bowen y Linares; D. T. M González
Olimpo
L. Torres; A. Lischeske; Orosco; S. Fernández ©y E. Lischeske; Cardozo; Martorano; San Román y Álvarez Cortina, D. Blanco y Vidal; D. T. D. Faur
Goles: P. T: 20m gol de Machain (S) de penal, S. T: 44m gol de Martorano (O) de penal
Cambios: 71m Beratz por Medrano; 76m Vallejos por Bowen y 86m Tabaco por Mangano, en Sansinena. 54m Bonet por San Román y Suárez por Cardozo y 66m Cruces por Álvarez Cortina en Olimpo.
Expulsado: 39m S. Fernández (O),
Datos estadísticos del campeón del Torneo Clausura: Jugó 17 partidos de los cuales ganó 12, empató 4 y perdió 1, no perdió como local y además convirtió 42 goles y recibió 18.

### Sansinena en Torneos del Interior
En el año 2007 el equipo de primera de la institución participa por primera vez en el Torneo del Interior (hoy Torneo Regional Federal Amateur), en aquella ocasión primero sorteo un grupo clasificatorio muy complicado, más tarde superó la siguiente instancia eliminatoria. Sansinena integró la zona 44 junto a Liniers, Rosario y Ferroviario de Coronel Dorrego. Al cabo del cuadrangular el equipo Cerrence culminó con 13 puntos igual que Liniers quien lo aventajó por los resultados entre sí.

#### Torneo Federal C
Al superar las primeras etapas clasificatorias, el 3 de mayo de 2015 logró el ascenso a la cuarta división del fútbol argentino tras empatar 1 a 1 en la ida y ganar 3 a 0 en su propio estadio frente a Deportivo Rincón de Los Sauces.

#### Torneo Federal B
El 12 de diciembre de 2015 y luego realizar una destacada actuación en las etapas clasificatorias, el representante de Gral. Cerri quedó eliminado del torneo del Torneo Federal ”B” perdiendo la posibilidad de ascender al Torneo Federal “A”.
En los encuentros de semifinal perdió 3 a 0 como local y venció 3 a 1 como visitante a Rivadavia de Venado Tuerto.
El 17 de diciembre de 2016 Sansinena asciende al Torneo Federal A por primera vez en su historia luego de empatar frente a Germinal en Rawson y vencerlo por 2-0 en el estadio Luis Molina de General Cerri, con goles de Nicolás Ballestero a los 35 del primer tiempo y Mariano Mc Coubrey 5 minutos después.

#### Copa Argentina
En 2016 logró acceder por primera vez en su historia a la fase de 32avos de la Copa Argentina luego de un empate 1 a 1 en su cancha y una victoria en condición de visitante frente a Cipolletti. Walter Linares a los 22 minutos del primer tiempo abrió el marcador para el equipo de Gral. Cerri, y a los 15 del complemento Matías Rinaudo lo igualó con un gol de tiro libre.
El 7 de febrero de 2016, luego de vencer como visitante a Cipolletti 1 a 0, Sansinena clasificó a la 32 avos de la Copa Argentina de Fútbol, el gol del triunfo lo conquistó Brian Scalco a los 28 del primer tiempo.
El 12 de mayo de 2016 fue una fecha histórica para el club ya que disputó el partido por los treintaidosavos de la Copa Argentina frente a Newell's Old Boys, finalmente el club Rosarino se llevaría la victoria por 5 a 2 pero el conjunto de General Cerri hizo un gran partido frente a un club de tres divisiones superiores. Los goles de Sansinena los marcaron Brian Scalco y Walter Linares de tiro libre.

### Crisis de 2024
Debido a un temporal que asoló la región a fines del 2023, su estadio quedó destruido. Esto llevó a una serie de graves problemas económicos, incluyendo la incapacidad de jugar el costo de alquilar otro lugar para hacer de local y, como resultado, el club dejó de pagar a los jugadores, lo que provocó la salida de muchos de los jugadores.                        
Además, la renuncia de sus DT Marcelo Brunetto y Mauro Brunelli, sumado a que, en un éxodo masivo, un dirigente echó del club a muchos jugadores del plantel dejando a un equipo mermado y con solo cinco profesionales hicieron que, el 6 de junio de 2024, el presidente de Sansinena Marcelo Di Marco anunció que el club, tras doce fechas disputadas en el Torneo Federal A 2024, se retiraba de la categoría abonandolo debido a los pocos jugadores que seguían en el club.
Tras una campaña en la que ocupaba el último lugar con 8 puntos obtenidos en 12 partidos, el último partido de Sansinena en el Federal A fue el empate 0 a 0 como visitante frente a Cipolletti de Rio Negro, jugado el 2 de junio de 2024.

## Uniforme

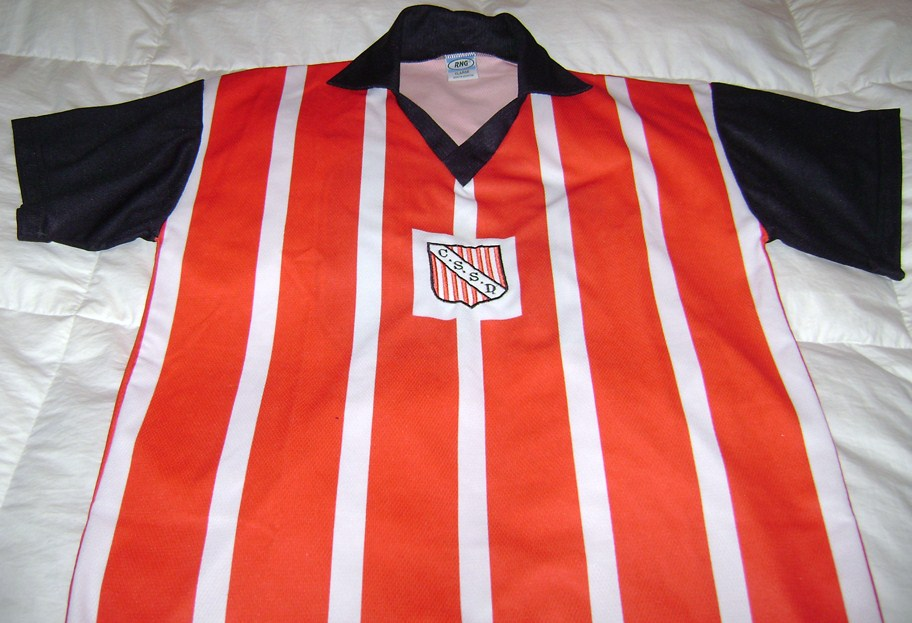
Camiseta de Fútbol utilizada en el campeonato del año 2000

El uniforme titular del Club Atlético Sansinena Social y Deportivo toma como base los colores del escudo de la institución.
- Uniforme titular: Camiseta blanca con bastones verticales rojos, pantalón y medias blancos.
- Uniforme alternativo: Camiseta negra, pantalón y medias negros.

## Instalaciones

### Estadio Luis Molina

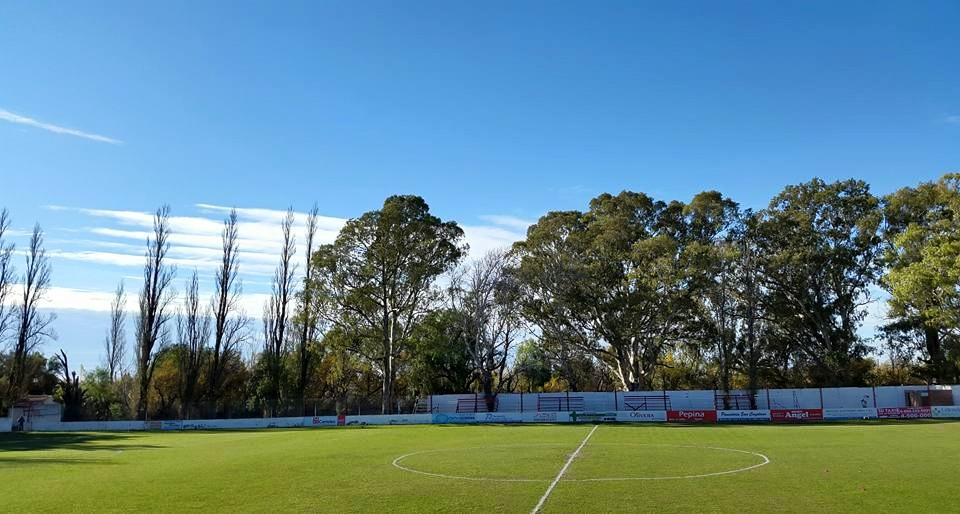
Campo de Juego del Estadio Luis Molina.

Fue construido a principio de la década del 30, el mismo contaba con el campo de juego para la práctica del fútbol más grande de la Liga, tenía una sola tribuna de madera en uno de los laterales y alrededor del alambrado olímpico una pista de aproximadamente 380 metros de longitud con las curvas peraltadas para disputar carreras de bicicletas y de atletismo.
A comienzo del año 1968, para poder intervenir en el torneo oficial de primera división se construyó el cerco perimetral de chapa. Esto modificó la vista del parque que rodeaba al estadio y ocasionó la pérdida de la pista de ciclismo y atletismo.
Para adecuarse a las nuevas disposiciones para los estadios de fútbol, se construyeron tres tribunas más, completándose así ambos laterales, se renovaron los vestuarios, se achicó el campo de juego y se construyó el nuevo cerco perimetral (de cemento) al estadio para separar a los simpatizantes locales de los visitantes.

### Sede social

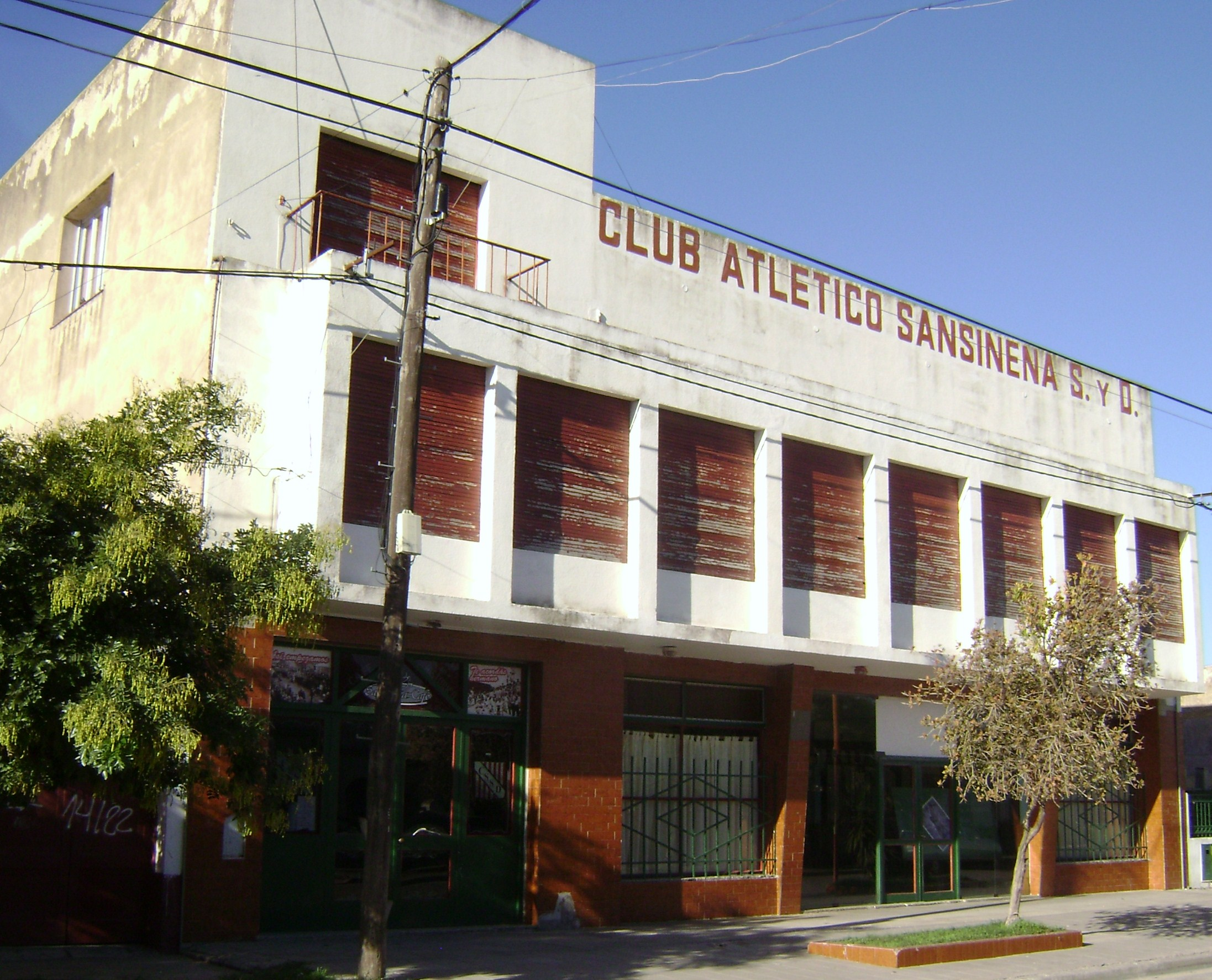
Sede Social y Confitería.

La sede social, confitería, salón de fiesta, sala de reuniones y secretaría se encuentran ubicadas en el edificio de la calle Juan José Passo 562. 
El fogón y quincho están ubicados en la calle Deán Funes 241. Además el club posee un gimnasio cubierto en la calle Juan José Passo 538.

### Complejo deportivo
El complejo deportivo esta en la avenida 9 de julio 64 a la vera del canal Cuatreros en un solar extenso y muy forestado, allí se encuentran las siguientes instalaciones:

#### Pista de baile en el Parque
La pista al aire libre fue construida en la misma época que el estadio de fútbol, cuenta con piso de cemento, escenario, quincho/cantina y abundante forestación en el sector del parque.

#### Pileta de natación semiolímpica
Fue construida en el año 2006, a ella concurren los asociados de la institución, alumnos del C. E. F. n.º 46 y escuelas de verano. Además de los vestuarios, sala para el médico y profesores cuenta con una cantina y lugar con fogones y de descanso.

#### Cancha de tenis
Fue construida en 2010, sus dimensiones son las reglamentarias para la disputa de encuentros simples y dobles. El piso es de cemento alisado y después de una remodelación se comenzó nuevamente con la práctica de este deporte el 30 de abril de 2011.

## Jugadores

### Mercado de pases

#### Altas 2023
| Verano                 |                  |                                     |                  |  |  |  |
| Sebastián Polla        | Director técnico | Villa Mitre de Bahía Blanca         | Libre.           |  |  |  |
| Mariano Alcaraz        | Arquero          | Juventud Unida de San Luis          | Préstamo.        |  |  |  |
| Iván Cháves            | Arquero          | Patronato de Paraná                 | Préstamo.        |  |  |  |
| Matías Vaccaneo        | Arquero          | Camioneros                          | Libre.           |  |  |  |
| Yago Piro              | Defensor         | Atlético San Basilio                | Libre.           |  |  |  |
| Facundo Rojas          | Defensor         | Estudiantes de Río Cuarto           | Préstamo.        |  |  |  |
| Ezequiel Santángelo    | Defensor         | Colón de Chivilcoy                  | Libre.           |  |  |  |
| Fernando Trujillo      | Defensor         | Sol de Mayo de Viedma               | Libre.           |  |  |  |
| Leonardo Vitale        | Defensor         | Ciudad de Bolívar                   | Libre.           |  |  |  |
| Facundo Wiechniak      | Defensor         | Embajadores de Olavarría            | Libre.           |  |  |  |
| Juan Aguirre           | Volante          | Sol de Mayo de Viedma               | Libre.           |  |  |  |
| Iván Caravaca          | Volante          | Desamparados de San Juan            | Libre.           |  |  |  |
| Leonel Iriarte         | Volante          | Racing de Carhué                    | Préstamo.        |  |  |  |
| Francisco Robles       | Volante          | Talleres de Córdoba                 | Préstamo.        |  |  |  |
| Emanuel Romero         | Volante          | Atlético Paraná                     | Libre.           |  |  |  |
| David Véliz            | Volante          | Güemes de Santiago del Estero       | Préstamo.        |  |  |  |
| Milton Agüero          | Delantero        | Instituto de Córdoba                | Préstamo.        |  |  |  |
| Agustín Grippaudo      | Delantero        | Puerto Comercial de Ingeniero White | Libre.           |  |  |  |
| Marcos Hermann         | Delantero        | Estudiantes de Río Cuarto           | Libre.           |  |  |  |
| Tomás Segovia          | Delantero        | Huracán de Tres Arroyos             | Fin de préstamo. |  |  |  |
| Sergio Suárez          | Delantero        | Villa Belgrano de Junín             | Fin de préstamo. |  |  |  |
| Juan Ignacio Velázquez | Delantero        | Estudiantes de Río Cuarto           | Libre.           |  |  |  |
|                        |                  |                                     |                  |  |  |  |
| Invierno               |                  |                                     |                  |  |  |  |
| Bandera de ?           |                  | Bandera de ?                        |                  |  |  |  |

#### Bajas 2023
| Verano                  |                  |                               |                        |  |  |  |
| Darío Bonjour           | Director técnico | Bandera de ?                  | Fin de contrato.       |  |  |  |
| Luciano Guarracino      | Arquero          | Defensores de Villa Ramallo   | Fin de contrato.       |  |  |  |
| Franco Puppo            | Arquero          | Peñarol de San Juan           | Fin de contrato.       |  |  |  |
| Alexis Escalzo          | Arquero          | Sol de América de Formosa     | Fin de contrato.       |  |  |  |
| Fausto Fiol             | Defensor         | Estudiantes de San Luis       | Fin de contrato.       |  |  |  |
| Néstor García Martinoli | Defensor         | Estudiantes de Río Cuarto     | Fin de préstamo.       |  |  |  |
| Carlos Giménez          | Defensor         | Liniers de Bahía Blanca       | Fin de contrato.       |  |  |  |
| Damián Jara             | Defensor         | Cipolletti de Río Negro       | Fin de préstamo.       |  |  |  |
| Matías Recalde          | Defensor         | Gimnasia de Mendoza           | Traspaso.              |  |  |  |
| Tomás Sarmiento         | Defensor         | Racing de Córdoba             | Fin de préstamo.       |  |  |  |
| Leandro Wagner          | Defensor         | Cipolletti de Río Negro       | Fin de contrato.       |  |  |  |
| Tenca Hernández         | Volante          | Ferro de General Pico         | Fin de contrato.       |  |  |  |
| Francisco Ledesma       | Volante          | Bandera de ?                  | Fin de contrato.       |  |  |  |
| José Luis Ríos          | Volante          | Bandera de ?                  | Fin de contrato.       |  |  |  |
| Franco Rodríguez        | Volante          | Los Andes                     | Fin de contrato.       |  |  |  |
| Gabriel Sarmiento       | Volante          | Sportivo Las Parejas          | Fin de contrato.       |  |  |  |
| Joaquín Sosa            | Volante          | San Francisco de Bahía Blanca | Fin de contrato.       |  |  |  |
| Brian Toro              | Volante          | Bandera de ?                  | Rescisión de contrato. |  |  |  |
| Juan Manuel Viera       | Volante          | Bandera de ?                  | Fin de contrato.       |  |  |  |
| Juan Amieva             | Delantero        | Deportes Recoleta             | Fin de contrato.       |  |  |  |
| Favio Durán             | Delantero        | Estudiantes de San Luis       | Fin de contrato.       |  |  |  |
| Rodrigo Ríos            | Delantero        | Germinal de Rawson            | Fin de préstamo.       |  |  |  |
| Tomás Segovia           | Delantero        | Huracán Las Heras             | Fin de contrato.       |  |  |  |
|                         |                  |                               |                        |  |  |  |
| Invierno                |                  |                               |                        |  |  |  |
| Bandera de ?            |                  | Bandera de ?                  |                        |  |  |  |

## Palmarés

### Liga del Sur
1 División: (4) 1923, 1946, Apertura y Clausura 2014.
1 División: (1) 1978 (Torneo Preparación).
2 División: (11) 1922, 1933, 1947, 1953, 1957, 1962, 1967, 1977, 1982, 1989 y 2004
Torneos extra: (5 en total), (3) 1922, 1933, 1967 (Copa Competencia). (1) 1933 (Copa Caridad) y (1) 1984 (Torneo Pentagonal).

### Torneos de AFA
Torneo Federal C: (1) 2015
Torneo Federal B Complementario: (1) 2016

## Otras actividades
- Natación
- Tenis
- Patinaje artístico
- Autocross
- Taekwondo